# Суперкубок Сінгапуру з футболу 2025
Суперкубок Сінгапуру з футболу 2025  — 17-й розіграш турніру. Матч відбудеться 16 серпня 2025 року між чемпіоном і володарем кубка Сінгапуру клубом Лайон Сіті Сейлорс та віце-чемпіоном Сінгапуру клубом Тампінс Роверс
| Володар Суперкубка Сінгапуру 2025 |
| --------------------------------- |
|                                   |
|                                   |

## Матч

### Деталі
| 16 серпня 2025 14:30 (EEST) |

| Лайон Сіті Сейлорс |  | Тампінс Роверс |
| ------------------ |  | -------------- |
|                    |  |                |

|  |